# Pistolet Beretta Mod. 1923
Beretta Model 1923 – włoski pistolet samopowtarzalny. Pierwszy pistolet Beretty z kurkiem zewnętrznym.

## Historia
W 1915 roku firma Beretta dzięki rządowym dotacjom uruchomiła masową produkcje pistoletu Model 1915. W 1922 roku rozpoczęto produkcję jego zmodernizowanej wersji wyposażonej w nowy zamek, z odmiennie mocowaną lufą oznaczonej jako Model 1922.
W 1923 roku rozpoczęto produkcję nowego pistoletu Model 1923. Był to pierwszy pistolet firmy Beretta wyposażony w kurek zewnętrzny, dzięki czemu nowy pistolet był bardziej niezawodny i bezpieczny od wcześniejszych modeli. W pistolecie zastosowano także szynę spustową o nowej konstrukcji. Dzięki odpowiedniemu kształtowi pełniła ona także rolę bezpiecznika od strzałów przedwczesnych (przy niedomkniętym zamku) i przerywacza. Ponieważ Beretta postanowiła zainteresować tym pistoletem armię włoską pistolet był zasilany nabojem 9 mm Glisenti.
Pomimo planów Beretty nowy pistolet nie wzbudził większego zainteresowania armii, ponieważ rozpoczęcie jego produkcji zbiegło się z decyzją o wycofaniu z uzbrojenia pistoletu Glisenti Mod.910 i naboju 9 mm Glisenti. Beretta M1923 stała się za to pierwszym pistoletem tej firmy przyjętym do uzbrojenia przez obcą armię. W 1926 roku Bułgaria zakupiła 4000 tych pistoletów, około 600 sprzedano także policji argentyńskiej.
Pistolet Beretta M1923 był poza wersją podstawową produkowany w wersji z przyłączaną kolbą-kaburą, testowano także jego eksperymentalna wersję mogącą strzelać seriami (pistolet automatyczny).
Produkcję pistoletu Model 1923 zakończono w 1931 roku po wyprodukowaniu ok. 10 000 egz.

## Opis
Beretta M1923 była bronią samopowtarzalną. Zasada działania oparta na odrzucie zamka swobodnego. Mechanizm spustowy z kurkiem zewnętrznym.
Bezpiecznik nastawny. Skrzydełko bezpiecznika po lewej stronie szkieletu.
M1923 był zasilany z wymiennego, jednorzędowego magazynka pudełkowego o pojemności 8 naboi, umieszczonego w chwycie. Przycisk zwalniania magazynka znajdował się u dołu chwytu.
Lufa gwintowana.
Przyrządy celownicze mechaniczne, stałe (muszka i szczerbinka).